# 安的列斯克里奥尔语
安的列斯克里奥尔语（安的列斯克里奥尔语：kreyol、kwéyòl、patois）是一种基于法语的克里奧爾語，主要使用于小安的列斯群岛，其语法和词汇含有卡利纳语、英语和非洲语言的元素，使用者约100余万。
安的列斯克里奥尔语与海地克里奧爾語有联系，但也有一些独特之处。该语在多米尼克、格林纳达、瓜德罗普、桑特群島、馬提尼克、聖巴泰勒米、圣卢西亚、法屬圭亞那、千里達及托巴哥以及委內瑞拉（主要在马库罗、圭里亞和埃爾卡亞俄市）均有不同程度的使用。在美屬維爾京群島、英屬維爾京群島和法屬聖馬丁的各种操克里奥尔语的移民社区中，该语亦有通行。